# Bataille de Agua Zarca
Guerre d'indépendance du Mexique
La Bataille de Agua Zarca est une action militaire de la guerre d'indépendance du Mexique qui eut lieu le 15 novembre 1819 près de la ville d'Agua Zarca, État de Guerrero. Les insurgés commandés par le général Vicente Guerrero y furent défaits par les forces royalistes. Guerrero, menacé d'être capturé par les forces royalistes réussit à s'échapper en sautant d'une falaise et en se cachant dans les montagnes de l'État qui porte à présent son nom.

## Sources
- Zárate, Julio (1880),«La Guerra de Independencia», en Vicente Riva Palacio, México a través de los siglos, volume 3, México: Ballescá y compañía.